# Before the Poison
Albums de Marianne Faithfull
Kissin' Time
(2002) Live in Hollywood
(2005)
Before the Poison est le dix-huitième album studio de la chanteuse de rock et actrice anglaise Marianne Faithfull, enregistré en 2003 et sorti en France en septembre 2004 (janvier 2005 aux États-Unis).

## Présentation
La chanteuse PJ Harvey a écrit trois chansons et en a coécrit deux autres avec Marianne Faithfull. Nick Cave a coécrit trois chansons avec Faithfull, sur lesquelles joue son groupe The Bad Seeds. Damon Albarn, du groupe Blur, participe également à l'écriture de la chanson Last Song.
La chanson Before the Poison est inspirée à Faithfull par l'attentat au gaz sarin dans le métro de Tokyo en 1995.
There Is a Ghost fait référence aux personnes disparues lors des guerres ou des dictatures, comme lors du conflit nord-irlandais ou comme les desaparecidos de la guerre sale en Argentine.
La chanson City of Quartz a pour point de départ le film Le Troisième Homme (1949) de Carol Reed, et parle de L. Ron Hubbard.
Crazy Love s'inspire du film de Marcel Carné Les Enfants du paradis (1945).

## Liste des titres
| 1.    | The Mystery of Love | PJ Harvey                     | 3:51 |
| 2.    | My Friends Have     | PJ Harvey                     | 2:50 |
| 3.    | Crazy Love          | Marianne Faithfull, Nick Cave | 4:05 |
| 4.    | Last Song           | Faithfull, Damon Albarn       | 3:20 |
| 5.    | No Child of Mine    | PJ Harvey                     | 6:15 |
| 6.    | Before the Poison   | Faithfull, PJ Harvey          | 4:09 |
| 7.    | There Is a Ghost    | Faithfull, Cave               | 4:33 |
| 8.    | In the Factory      | Faithfull, PJ Harvey          | 3:50 |
| 9.    | Desperanto          | Faithfull, Cave               | 4:23 |
| 10.   | City of Quartz      | Faithfull, Jon Brion          | 3:43 |
| 40:59 |                     |                               |      |

| 1. | Mystery Of Love       |  |
| 2. | Ballad Of Lucy Jordan |  |
| 3. | No Child Of Mine      |  |
| 4. | Last Song             |  |
| 5. | Crazy Love            |  |
| 6. | Broken English        |  |

Note
- Extraits du concert Live in Hollywood.